# Fojnica
Fojnica je općina u središnjem dijelu Bosne i Hercegovine. Poznata je po glasovitom Franjevačkom samostanu Duha Svetoga, s bogatom knjižnicom i zbirkom.

## Zemljopis
Fojnica se nalazi u njedrima planine Vranice. Gotovo je utisnuta u njene strme obronke. Okružena je Matorcem, Zahorom i Jasikovicom. Kroz Fojnicu teče rječica Željeznica (Gvožđanka).

## Stanovništvo

### Turski popis stanovništva 1468./1469.
| Stanovništvo Fojnice 1468./1469. |           |           |         |       |                 |
| godina                           | broj sela | broj kuća | odrasli | djeca | broj stanovnika |
| 1468./1469.                      | /         | 323       | /       | /     | oko 1665        |

### Hrvati katolici u Fojnici 1743.[2]
| Hrvati katolici u Fojnici 1743. |           |           |         |       |                 |
| godina                          | broj sela | broj kuća | odrasli | djeca | broj stanovnika |
| 1743.                           | 3         | 115       | 436     | 135   | 571             |

### Popisi 1971. – 1991.
| Stanovništvo općine Fojnica |                |                |                |
| godina popisa               | 1991.          | 1981.          | 1971.          |
| Muslimani                   | 8024 (49,23 %) | 7637 (50,76 %) | 6473 (50,45 %) |
| Hrvati                      | 6623 (40,64 %) | 6432 (42,75 %) | 5948 (46,36 %) |
| Srbi                        | 157 (0,96 %)   | 422 (2,80 %)   | 223 (1,73 %)   |
| Jugoslaveni                 | 407 (2,49 %)   | 392 (2,60 %)   | 85 (0,66 %)    |
| ostali i nepoznato          | 1085 (6,65 %)  | 162 (1,07 %)   | 100 (0,77 %)   |
| ukupno                      | 16.296         | 15.045         | 12.829         |

#### Fojnica (naseljeno mjesto), nacionalni sastav
| Fojnica            |                |                |                |
| godina popisa      | 1991.          | 1981.          | 1971.          |
| Muslimani          | 2095 (49,58 %) | 1722 (50,48 %) | 1262 (55,98 %) |
| Hrvati             | 1563 (36,99 %) | 1158 (33,94 %) | 745 (33,05 %)  |
| Srbi               | 130 (3,07 %)   | 158 (4,63 %)   | 134 (5,94 %)   |
| Jugoslaveni        | 297 (7,02 %)   | 322 (9,44 %)   | 76 (3,37 %)    |
| ostali i nepoznato | 140 (3,31 %)   | 51 (1,49 %)    | 37 (1,64 %)    |
| ukupno             | 4225           | 3411           | 2254           |

### Popis 2013.
| Stanovništvo općine Fojnica |                |
| godina popisa               | 2013.          |
| Bošnjaci                    | 7592 (61,44 %) |
| Hrvati                      | 3664 (29,65 %) |
| Srbi                        | 48 (0,39 %)    |
| ostali i nepoznato          | 1052 (8,51 %)  |
| ukupno                      | 12.356         |

| Fojnica – naseljeno mjesto |                |
| godina popisa              | 2013.          |
| Bošnjaci                   | 2417 (67,70 %) |
| Hrvati                     | 935 (26,19 %)  |
| Srbi                       | 33 (0,92 %)    |
| ostali i nepoznato         | 185 (5,18 %)   |
| ukupno                     | 3570           |

## Naseljena mjesta
Općinu Fojnica sačinjavaju sljedeća naseljena mjesta :
Bakovići, 
Bakovićka Citonja, 
Banja, 
Bistrica, 
Botun, 
Božići, 
Carev Do, 
Čemernica, 
Djedov Do, 
Dragačići, 
Dusina, 
Fojnica, 
Gojevići, 
Grabovik, 
Gradina, 
Klisura, 
Kozica, 
Kujušići, 
Lopar, 
Lučice, 
Lužine, 
Majdan, 
Marinići, 
Merdžanići, 
Mujakovići, 
Nadbare, 
Obojak, 
Oglavak, 
Ormanov Potok, 
Ostruška Citonja, 
Otigošće, 
Paljike, 
Pločari, 
Pločari Polje, 
Podcitonja, 
Podgora, 
Polje Ostružnica, 
Polje Šćitovo, 
Ponjušina, 
Poraće, 
Ragale, 
Rajetići, 
Rizvići, 
Selakovići, 
Selište, 
Sitišće, 
Smajlovići, 
Šavnik, 
Tješilo, 
Tovarište, 
Turkovići, 
Vladići, 
Voljevac, 
Vukeljići i 
Živčići.

## Povijest

### Prapovijest
Iznad naselja Otigošće je lokalitet Zvonigrad. Ovdje je bilo prapovijesno naselje gradinskog tipa. I danas su prepoznatljive umjetne terase, tragovi naselja i zidovi bez vapna. Po gradini su nađeni ulomci prapovijesne keramike.

### Stari vijek
U rimskoj državi bio u provinciji Iliriku, poslije Dalmaciji. Blizu prometnice koja je vodila od Sirmiuma u Panoniji, preko Ad Salinesa, Bistue Nove, Ad Matricema, Bistue Vetus na Delminium i Salonu odnosno Novae i Naronu.

### Srednji vijek
Fojnički kraj dio je hrvatske države u Trpimirovo, Tomislavovo i Krešimirovo doba. Oko 950. privremeno je u raškoj državi, blizu granice Hrvatskog Kraljevstva, Zahumlja i Bosone u raškoj državi. Zbog unutarnjim problemima oslabljene Hrvatske, 1097. godine fojnički kraj dolazi pod Duklju. Početkom 13. stoljeća tijekom vladavine hrvatsko-ugarskog kralja Andrije II., kraj je u bosanskoj državi. Širenja srpske države cara Dušana nisu obuhvatile ovaj kraj.
U bosanskoj državi trgovačka i rudarska varoš Hvojnica ili Fojnica (Ouovniza, Chovnica) pripadala je oblasti Gornje Bosne, a unutar nje Lepeničkoj župi (supa Lepenicha) u kojoj se kasnije spominju kraljevski gradovi („stolna mista") Kozao ili Kozo Kreševo (Cresseuo) i varoš pod njim (pod Kreševom, Sotto Cresceuo), zatim glasovita trgovačka i rudarska varoš, napokon rudarska mjesta Deževice i Dusina.
Zabilježeno je da u desetom stoljeću ovdje dolaze radnici iz raznih europskih zemalja koji su se bavili iskopavanjem ruda. U Fojnici su obavljali grubu preradu i prečišćavanje rude te taj poluproizvod odvozili u svoje krajeve na konačnu obradu. Radnici su dolazili su iz katoličkih zemalja. Od crkvenih su vlasti tražili da im pošalju u Fojnicu katoličke svećenike. Prvi su došli iz Dubrovnika i to svjetovni svećenici. Oni su se kratko zadržali, potom dolaze dominikanci koji također kratko borave, a početkom 14. stoljeća došli su franjevci koji su ovdje trajno ostali, a vjerojatno su došli iz Srebrenice.
Fra Mijo Batinić sabrao je vrela koja su pokazala neraskidivu vjekovnu povezanost dijelova hrvatskog naroda u Bosni i Hercegovini s hrvatskim narodom u susjedstvu. Dubrovačka Republika je još za Kulina zakupila rudnike u Olovu, a kod Fojnice su bile dubrovačke naseobine već od 1312. i 1313. godine.
Ime grada, u pisanim dokumentima, prvi put se spominje 18. ožujka 1365. godine povodom prodaje polovine rudarskih jama, vlasništvo Hansa i Nikla Sasinovića u Fojnici i Ostružnici, nekim Dubrovčanima.
Kroz Fojnicu je vodio trgovački Bosansko-makedonski put, preko Jajca, Fojnice, Kreševa, Vrhbosne, Višegrada i dalje na Priboj ka jugoistoku i Carigradu.
Fojnica je prije dolaska Osmanlija bila drugi po veličini grad u srednjovjekovnoj Bosni. Razlog su bila prirodna bogatstva. Očituju se prije svega u rudnicima željeza, zlata i srebra. Uz to bogatstva čine plodne njive, bogate šume, obilje vode (kako pitke i ljekovite, tako čak i zlatonosne), željezna ruda, bakar, kvarc, živa, jezera i plodna ispaša za stoku.
Valja spomenuti da se u ranim spisima spominje kao Hvojnica (stari hrvatski nije poznavao glas f, nego ga se izgovaralo kao hv, odnosno u narječjima kao v).
Inače, braća Sasinovići se vrlo često spominju, u sačuvanoj povijesnoj građi, po različitim osnovama: kupoprodajni ugovori, sudski sporovi, obiteljske nesuglasice.
Vjerojatno zbog bogatih nalazišta srebra i zlata, banovi Bosne veoma rano Fojnicu proglašavaju svojim posjedom,  kojim je upravljao knez, imenovan od strane vladara i obično iz reda trgovaca. O sigurnosti grada i rudokopa brinule su se posade utvrđenja razmještene po kotama s kojih su imale dobru preglednost fojničke doline (Kozovgrad/Kozograd, Zvonigrad, Lagumi). Sasi su svojom stručnošću osuvremenili rudarske tehnike proizvodnje srebra i zlata, a Dubrovčani je povezali trgovačkim putovima koji su pogodovali razvoju cehova i obrta, te je tako Fojnica postala privredno najznačajnije mjesto srednjovjekovne Bosne.
Prva polovica 15. stoljeća je razdoblje kada privredno i demografsko širenje Fojnice doseže vrhunac; urbani dio grada prelazi brojku od 2000 stanovnika s izrazito jakim naseljem Dubrovčana, te se otvaraju novi rudnici u Deževicama (1403. godine) i Dusini (1413. godine), franjevci grade samostan na Pazarnicama (lokalitet također zvan Pazarišće), u sjevernom dijelu Fojnice. Na mjestu starog samostana danas je muslimansko groblje. Cvjeta trgovina obrtničkim proizvodima izrađenim od plemenitih metala, kožom,svilom, vinom, oružjem, kućnim potrepštinama, skupocjenim talijanskim tkaninama. Rudarstvo, posebno proizvodnja srebra, bilo je najvažnija privredna grana srednjovjekovne banovine i kasnijeg kraljevstva, a imalo je i nesumnjivog značaja za privredu Europe onoga vremena.
Uz osnutak samostana zabilježeno je da je 1435. godine neki fra Ivan, pridjevkom Proboz, a po tom Hrvat, isposlovavši od generala redaa fra Vilima de Casalisa, da bude gvardijanom samostana u Deževicam i Fojnici (Howoitza) te isprosio još neke povlastice. Samostan i crkva sagrađeni su uz brdo Križ, obraslo gustom brijestovom šumom. Lokacija je izabrana jer guste krošnje su zaklanjale poglede poturica.
15. stoljeće je vrijeme kad se razvijaju mnoge zanatske radionice u Fojnici. Ističe se zlatarska zanatska škola. Primjeraka njenih radova ima u današnjem samostanskom muzeju. Zbog njih je Fojnica nosila naslov "grada fratara i zlatara".
Pozivajući se na dubrovačke izvore o izvozu i podatke o kupljenom godišnjem ušuru (350 kg srebra), može se sa sigurnošću zaključiti da proizvodnja u fojničkim rudnicima skoro nikada nije bila ispod 3 tone godišnje. Uzimajući u obzir bogatstvo rudnika kao i stalnu nazočnost dubrovačkih zlatara (oko 1430. godine, ukupno 12 ) koji su se između ostalog bavili i kovanjem novca, najvjerojatnije da je u Fojnici dugo vremena postojala kovnica novca bosanskih vladara.  Novac označen kao kraljev (grossi di Re; denarii regis Bossine itd.) često se spominje u izvorima i to obično u vezi s Fojnicom.

### Osmansko doba
Dolazak Osmanskog Carstva kao nove imperijalne sile na Balkanu, vjerojatno je utjecao, iz straha i opće nesigurnosti, na smanjeni obujam trgovačkih veza, a time i proizvodnje u fojničkim rudnicima. Sigurno bi se to još drastičnije odrazilo na demografsku i privrednu sliku ondašnje Fojnice, da nije bilo političke pronicljivosti fojničkog gvardijana fra Anđela Zvizdovića koji je izjavom o lojalnosti novom osvajaču dobio od Mehmeda II Fatiha na Milodraškom polju, znamenitom Ahdnamom, jamstva slobode kretanja, imovinskog posjedovanja i vjeroispovijedanja za Crkvu i kršćanske podanike sve dok budu vjerni novoj vlasti.
Nema pouzdanih vijesti o rušenju franjevačkog samostana i crkve prilikom turskog osvojenja Bosne 1463. godine.
Tijekom stoljeća turske nazočnosti na ovim prostorima Ahdnama je predstavljala pravu povelju slobode kršćanskog stanovništva u Bosni, osnovni dokument kojim je reguliran položaj kršćana u Osmanskom Carstvu i utvrđivani odnosi osmanskih vlasti prema kršćanskoj religiji u cijelosti. Prema najranijem popisu Bosne iz 1468./1469. godine, najveće varoško naselje na prostoru srednje Bosne i nekih dijelova Hercegovine, i dalje je Fojnica s 329 kuća poreznih obveznika uz 20 neoženjenih sinova, s tim da je opadanje brojke stanovnika u nekim kasnijim periodima bilo još osjetnije.
Za dva desetljeća broj kuća se smanjio za 104, jer novim popisom domaćinstava iz 1489. godine, Fojnica ima 219 kršćanskih i 6 muslimanskih kuća. Na osnovu navedenog, može se zaključiti da je proces islamizacije, u naseljima koja su imala jaku ekonomsku bazu (rudnici) i moćne vjerske institucije (samostan), tekao veoma sporo.
Međutim, promjena vlasti, i pored izraženih potreba za plemenitim metalima, ipak je bitno utjecala na izvjesno zamiranje privredne aktivnosti na području Fojnice.
Fojnica je izgubila na važnosti u ekonomskom smislu i to se nije promijenilo do kraja 19. stoljeća. Možda je na ovu stagnaciju uticala zabrana izvoza plemenitih metala i obveza prodaje cjelokupne proizvodnje državnoj kovnici po utvrđenim cijenama. Isto tako, umjesto do tada važeće zakonske odredbe o podjeli prihoda između korisnika rudnika i države od 1/10, uvedena je odredba od 1/5 odnosno 1/8 ovisno o uvjetima proizvodnje i rentabilnosti.
Između 1521. i 1524. bio je veliki progon katolika i tad porušeni i samostan i crkva. Zbog čestog uznemiravanja fratri su se preselili na donje padine brda Križa, na mjesto gdje su i danas crkva i samostan. Ne zna se kad je nastala župa Fojnica, a pretpostavlja se da je to bilo kad je nastao samostan.
Prema jednoj vijesti dopuštenje za gradnju crkve zatraženo je 1527. godine. Pod konac stoljeća (1594. – 98.) približnih dimenzija. Samostan je obnovljen 1598. god. Međutim, u velikom požaru 1664. god. uništen je zajedno s crkvom. Izgorjele su sve dragocjenosti, prije svega knjižnica i arhiv.
Krajem 16. i početkom 17.stoljeća skoro da je sasvim prestala proizvodnja plemenitih metala uz pojačanu eksploataciju željeza, olova i bakra.
Franjevci su nakon plaćanja brojnih pristojbi i podmićivanja osmanskih činovnika dobili dopuštenje za gradnju novih. Samostan su podigli samostan 1666. – 1668. i crkvu 1669. godine. Župa Fojnica 1673. ima cca 400 katolika. Crkvu i samostan podigli su s mukom. Morali su namaknuti 141.642 jasprice, a ukupno 278.210 jasprica. Osmanlijske vasti i domaći muslimani, stalno su zanovijetali i prigovarali gradnji, izmišljajući i tražeći sve moguće izlike, samo da hude franjevce operušaju: morali su dati paši, ćehaji (zamjeniku), mulli, kadiji, čaušima, gaziji, drugim Turcima, Turcima za jelo i piće, za potvoru rad zvona. Ostali muslimani iziskivali su manje svote; ali je začudno, da su svi tražili novac na vino, što je opet dokaz, da nijesu zazirali od pića, kako im to i Kuran zabranjuje. Uzimali su svi, počamši "od kadije do najmanjeg gole".
Velike su nevolje zadavale poturice.
Zbog iseljavanja i progona u vrijeme Bečkog rata broj Hrvata katolika je opao, tako da župa pola stoljeća kasnije (1743.) ima samo 568 katolika. Njihov se broj 1768. god. povećao na 940.
Pod konac 18. stoljeća (1798.) samostanska i crkvena zgrada su obnovljene, ali opet tek nakon višegodišnjeg podastiranja molbi kod turskih vlasti. Godine 1801. za crkvu su nabavljene orgulje, prve u Bosni, ali nisu sačuvane. 1813. god. fojnička župa ima 2350 katolika.
Obnova crkve i samostana uslijedila je ponovno 1830. godine. Fojnički franjevci su u pastoralnu djelatnost uključili i opismenjavanje djece. Tako je 1847. god. fra Ivan F. Jukić otvorio pučku školu u Fojnici, koju 1854. god. pohađaju 52 učenika. Godine 1871. izgrađena je nova školska zgrada. Škola je uskoro postigla rang niže realke. Učiteljem je bio redovito jedan od franjevaca. Godine 1863. franjevci grade novi samostan. Zbog razdiobe župe broj fojničkih župljana je 1877. god. smanjen na 2246.
Zahvaljujući preradi željezne rude, Fojnica je tijekom 19.stoljeća postala ponovno značajan zanatsko-trgovački centar. U samom gradu se posebno isticao kovački zanat, ali i radionice za obradu metala. Proizvodnja pušaka, pištolja, jatagana, poljoprivrednih alatki bila je poznata i u inozemstvu, izvan granica Bosne.

### Razdoblje austro-ugarske vladavine
Godina 1878. značila je skoro oslobođenje katolika od Osmanlija. Bosanski franjevci dokazali su rodoljublje. Potpisali su molbu na Berlinski kongres, da se ove pokrajine povjere Austro-Ugarskoj. Turska vlada nikako nije mogla uvesti reda u zemlji sa stalnim pobunama. Stoga su velesile odlučile da to one učine. Austro-Ugarska dobila je kompenzaciju za sjevernu Italiju i velesile dopustile su joj zaposjeti BiH. Muslimani u Bosni, osobito u Sarajevu pobunili su se protiv toga. Tražili su da se i Fojničani odupru austro-ugarskoj vojsci. Pozvani su i katolici da se priključe tom pučkom ustanku. Na nagovor franjevaca to su i učinili, ali s namjerom razbjeći se, čim se koja prigoda pruži te da nikako ne pucaju na kršćansku vojsku, jer ih ona dolazi osloboditi. Dapače, napravili su barjake s hrvatskim bojama i križem u sredini. Naoružani katolici imali su od oružja samo sjekiru ili kolac. Franjevci su svete mise namjenjivali za sreću kršćanskih četa.
Kad je došla austro-ugarska vlast, Fojnica i okolica imali su 19 majdana željezne rude i 58 vignjeva. Vezano za rudnike, bile su duhaonice, samokovi i vignjevi. Dolaskom nove vlasti stiže industrijska roba iz Monarhije koja je uništila domaću proizvodnju zbog neravnopravne konkurencijom. Propali su mjesni majdandžije i kovači, došlo je do velike nezaposlenosti i oskudice svake vrste i uz to se počela širiti sušica.
Fojnica i njena okolina za vrijeme austro-ugarske vladavine nije doživjela privredni prosperitet kao oni gradovi koje je zahvatila industrijalizacija i nove prometne mogućnosti. Stari željezni rudnici i brojne kovačnice nisu mogli izdržati utrku s visokim pećima i jeftinijom industrijskom robom. Geološka istraživanja koja su vršena u Bosni i Hercegovini neposredno poslije okupacije nisu zaobišla ni Fojnicu.
Tako je utvrđeno prvom analizom piritne rude da se u toni rude nalazi 8-15 grama zlata. Procijenjeno je da je nalazište u Bakovićima rentabilno za proizvodnju i prvi koncesionari su bili braća Došen 1885. godine.
Tako početkom 20. stoljeća ponovo se eksploatira zlato.
Usporedo s aktiviranjem rudarske proizvodnje počinje eksploatacija i prerada šume kojom je fojničko područje izuzetno bogato. Međutim, prometna izoliranost utjecala je da tijekom austrougarske uprave ne nastane nijedan značajniji prerađivački kapacitet. Tek nakon Drugog svjetskog rata dolazi do promjena u tom smislu.
Godine 1913. obnovljen je franjevački samostan.

### Razdoblje Kraljevine Jugoslavije
Od 1929. godine dio je Drinske banovine.
Broj katolika u Fojnici, uglavnom Hrvata, povećao se 1935. na 3540 katolika.
Fojnički kotar bio je iz skupine kotara koji nisu bili ni Savska ni Primorska banovina a ušli su 1939. godine u sastav Banovine Hrvatske.
Franjevački samostan proširen je dodatnim, stambenim traktom 1940. godine. Stara zgrada samostana preuređena je i Fojnica tad dobiva knjižnicu i muzej.

### Razdoblje NDH
Padom Kraljevine Jugoslavije dio je NDH. Bila je od 20. lipnja 1941. dio Velike župe Lašve i Glaža i sjedište kotarske oblasti. Kotar Fojnica dijelio se na općine: Brestovsko (sjedište Gromiljak), Busovača, Fojnica, Kiseljak i Kreševo. Do pada Italije 9. rujna 1943., Fojnica je vojno-teritorijalnom podjelom NDH na vojne sborove potpadala pod III. vojni sbor Sarajevo i doknadno zapovjedništvo (vojni odsjek) Sarajevo. Demarkacijska linija podjele interesnih zona Njemačke i Italije u NDH prolazila je malo južnije od Fojnice. Fojnica je bila u njemačkoj zoni.
Kad je NDH preustrojena 5. srpnja 1944., ukinuta je Velika župa Lašva i Glaž, a kotari Fojnica i Visoko priključeni su Velikoj župi Vrhbosni.

### Razdoblje socijalističke Jugoslavije
Poslije rata općine nacionaliziraju dio crkvene imovine. Od 1949. do 1959. godine oduzele su jedan dio samostanskih prostorija i dale da se koriste u druge svrhe.
Fojnici je pripojeno naselje Bježanija.
U novoj Jugoslaviji Fojnica je napokon doživjela gospodarsku ekspanziju zahvaljujući prirodnim bogatstvima. Dobila je nekoliko tvornica: Vranica, Sportform, Štamparija, Rudnik Bakovići, Žica, Trikotaža... i druge koji su pridonijeli gospodarskom prosperitetu ovog grada i kraja. Snažno su se razvile drvoprerađivačka, tekstilna i grafička industrija koje su postale okosnica gospodarskog razvitka. 1980-te donose snažnu ekspanziju zdravstvenog i rekreacijskog turizma i tendenciju proširenja turističkih sadržaja.

### Neovisna BiH
Godine 1991. u Fojnica je bilo 16.296 stanovnika, od kojih oko 8000 Muslimana, preko 6500 Hrvata, nešto više od stotinu Srba i oko 1500 ostalih.
Na prvim demokratskim izborima u BiH, u općini je pobijedio HDZ. Većinu općine je na početku kontrolirao HVO, ali je sam gradić i hrvatska sela na sjeveru i zapadu općine kasnije zauzela aBiH. Hrvati su pokušali proglasiti UN mirovnu zonu (ideja generala Mourillona), međutim, par dana nakon toga je aBiH zauzela gradić 2. – 16. srpnja 1993. Pred kraj hrvatsko-bošnjačkog sukoba, HVO je zauzeo sam ulaz u gradić kojeg je bošnjačka aBiH napustila. Međutim, radi političke klime, HVO nije zauzeo gradić, te je isti reokupirala aBiH u sljedećih dan-dva.
Uz posredovanje međunarodnih predstavnika dogovoren je Sporazum koji je Fojnicu, kao posebnu "sanitetsku zonu", trebao zaštiti od scenarija kakav je ratne 1993. godine viđen ovdje. Sporazum su klopili zapovjenik postrojbi HVO-a u Fojnici Branko Stanić, zapovjednik Armije BiH Nihad Kamenjaš i francuski general Filip Morion, tadašnji zapovjednik snaga UNPROFOR-a u BiH. saveznici su zabili Hrvatima nož u leđa. Prekršili su taj Sporazum. Za Hrvate Fojnice početak srpnja 1993. godine bio je najteže je razdoblje u novijoj povijesti. Dojučerašnji saveznici – bošnjački politički vrh i Armija BiH zadali su udarac u leđa Hrvatima koji su imali povjerenja u svoje saveznike Bošnjake. Tadašnje najviše bošnjačke vojne i političke strukture dale su naputak Armiji BiH da u svim sredinama gdje žive Hrvati glumi savezništvo s HVO-om sve dok ABiH ne ojača vlastite redove. Taj dan bio je 2. srpnja. Armija BiH napala je Fojnicu. Sve je rezultiralo egzodusom Hrvata koji je rezultirao progonom, ubojstvima te brojnim zločinima za koje ni do danas nitko nije odgovarao. ABiH je ubila 23 hrvatska civila iz Fojnice i okolnih sela. Među ubijenima su i gvardijan i vikar franjevačkog samostana fra Nikica Miličević i fra Leon Migić. Braneći Fojnicu poginulo je oko 100 pripadnika HVO-a, 300 je ranjeno, a 50 fojničkih Hrvata prošlo je kroz logore Armije BiH, većina u logoru "Silos" u Kaćunima, u općini Busovača.
Fojnička je župa bila gotovo sva iseljena s područja koje je kontrolirala Armija BiH. Preostali malobrojni Hrvati bili su zlostavljani i izloženi diskriminaciji.
12. studenoga 1993. HVO je poduzeo akciju. Počeo je veliki preokret na hrvatsko-bošnjačkom ratištu. Akcijom na Bašinom brdu u HVO je Armiji BiH nanio težak poraz te su oslobodio hrvatska sela Gojeviće i Bakoviće i došao na ulaz u Fojnicu. Uspjeh hrvatskih snaga natjerao je ABiH na povlačenje iz grada. Radi političke klime i rizika međunarodnih pritisaka, HVO nije ušao u grad. ABiH je iskoristila povoljne međunarodne okolnosti i ponovno bez borbi zauzela Fojnicu. Prilikom toga dolazi do ratnog zločina od strane aBiH, ubojstva fratara u Fojnici, a spaljene su i dvije starije Hrvatice u Šćitovu. Dan poslije, 13. studenoga, ABiH je u znak osvete na pragu samostana u Fojnici, ubio gvardijana i vikara fra Nikicu Miličevića i fra Leona Migića, te spalio žive dvije starice u selu Šćitovu. Za te zločine nitko nije odgovarao, izuzme li se procesuiranje ubojice fojničkih fratara Miralema Čengića koji je nakon presude pomilovan. Nalogodavci nikad nisu kažnjeni.
Po potpisivanju mira i Washingtonskog sporazuma. No, odmah nakon potpisivanja mira i Vašingtonskog sporazuma narod se s fratrima polako vraćao, usprsko pojedincima koji su, srećom neuspješno, na sve moguće načine pokušavali spriječiti povratak. Želja za povratak bila je jača od svih zastrašivanja i političkih spletaka. Gledano da je 2014. u fojničkoj župi bilo nešto više od 3200 Hrvata, može se reći da je povratak jako dobro uspio.
Što nije uspio rat, napravila je nezaposlenost i nedostatak osnovnih uvjeta za život. Zbog toga su ljudi ponovo odlazili i još uvijek odlaze pa zato se smanjuje broj župljana. Uz te razloge, jedan od većih je i to što djeca moraju ići u školu u Kiseljak. Sadašnja politika ne zanima se za fojničke katolike i Hrvate niti ima jasan cilj što s Hrvatima fojničkog kraja.
Fojnička župa imala je 1991. godine 5223 katolika (1974.: 4950). Danas ima 3613. vjernika. Teritorijalno je opsežna i obuhvaća sljedeća naseljena mjesta: Fojnica, Bakovići, Bakovićka Citonja, Banja, Bistrica, Bježanija, Božići, Carev do, Crvene zemlje, Djedov do, Drin, Dugo brdo, Gojevići, Gradina, Kamenik, Kazijevići, Lučice, Lužine, Mujakovići, Nadbare, Ostruška Citonja, Ostružnica, Otigošće, Paljike, Podcitonja, Ponjušina, Ragale, Rajetići, Slakovići, Selišće, Šavnik, Šćitovo, Tješilo, Trošnik, Zarastin i Zimije. Fojnička župa pripada franjevačkoj provinciji sv. Križa Bosni Srebrenoj, samostanskom području Fojnice.
Uz spomenutu župnu crkvu, na području župe nalazi se i nekoliko podružnih: Gojevići (Sv. Franje Asiškog, 26 x 12 m, izgr. 1972./1973. umjesto drvene crkve iz 1946.; projekt: M. Subotić, B. Borić), Šćitovo (Presv. Srca Isusova, 20 x 10 m, izgr. 1974./1975., projekt: D. Duvnjak), Otigošće (Sv. Ane, 10 x 6 m, izgr. 1980., projekt: D. Duvnjak), Kazijevići (Porcijunkula, 7 x 4 m, izgr. 1969., projekt: B. Borić). Od drugih sakralnih objekata postoji i 15 grobljanskih kapelica.
Fojnica je bila poplavljena početkom listopada 2024.

## Gospodarstvo
Poznato reumatsko lječilište Reumal ili banja (Fojnička banja) i zavodi Bakovići i Drin (zavodi za zbrinjavanje osoba s mentalnim poteškoćama).

## Mediji
- Radio Srce Fojnica, internetska radijska postaja sa sjedištem u Augsburgu u Njemačkoj. Prestala s radom.[22]
- Fojnička škrinja, dvomjesečnik

## Poznate osobe
- Alojz Ajdič, slovenski skladatelj
- Raif Dizdarević, jugoslavenski i bosanskohercegovački
- Augustin Miletić, biskup

## Spomenici i znamenitosti
U Fojnici se nalaze crkva Duha Svetoga i franjevački samostan. U listopadu 2011. proglašeni su nacionalnim spomenicima u BiH .

## Kultura
- Muzej franjevačkog samostana Duha Svetoga
- Turski kulturni centar Yunus Emre (Ümraniye)

## Šport
- FK Fojnica
- NK Katarina Fojnica
- KK Star

Od 2004. održava se božićni turnir Futsal cup – Fojnica.

## Gradovi pobratimi
- Ümraniye, Turska (od 1995.)[24]

## Vanjske poveznice
- Službena stranica
- Franjevački samostan Fojnica
- [neaktivna poveznica] Grad Fojnica
- Plan općine Fojnica (izvor: Reumal)